# Ярусник
Гілокомій (Hylocomium) — рід листостеблових мохів родини гілокомієві (Hylocomiaceae).

## Спосіб життя
Утворює зелені або жовтувато-зелені блискучі килими у лісах та болотах. Рідше ростуть на гниючій деревині.

## Класифікація
До роду відносять 2 види, що поширені у Голарктиці:
- Гілокомій блискучий (Hylocomium splendens)
- Hylocomium brevirostre